# Amsale Woldegibriel
Amsale Woldegibriel (* 8. Oktober 1960) ist eine ehemalige äthiopische Leichtathletin, die sich auf den Mittelstreckenlauf spezialisiert hat.

## Sportliche Laufbahn
Erste Erfahrungen bei internationalen Meisterschaften sammelte Amsale Woldegibriel vermutlich bei den Afrikameisterschaften 1979 in Dakar, bei denen sie in 2:11,9 min die Bronzemedaille im 800-Meter-Lauf hinter den Kenianerinnen Mary Chemweno und Rose Tata. Im Jahr darauf nahm sie an den Olympischen Sommerspielen in Moskau teil und schied dort mit 4:25,30 min in der ersten Runde im 1500-Meter-Lauf aus. Daraufhin trat sie nicht mehr international in Erscheinung.